# Wałentyn Łucenko
Wałentyn Trochymowycz Łucenko, ukr. Валентин Трохимович Луценко, ros. Валентин Трофимович Луценко, Walentin Trofimowicz Łucenko (ur. 28 listopada 1950, Ukraińska SRR) – ukraiński piłkarz, grający na pozycji obrońcy, trener piłkarski. Znany z pracy w juniorskich reprezentacjach Ukrainy różnych grup wiekowych.

## Kariera piłkarska

### Kariera klubowa
Wychowanek Szkoły Sportowej Dynamo Kijów. Karierę piłkarską rozpoczynał w 1968 w drużynie rezerw Dynama, skąd został powołany w 1970 do służby wojskowej w SKA Lwów. Po zwolnieniu z wojska występował w klubie SK Łuck. W 1973 został zaproszony do Szachtara Kadijewka. W 1974 bronił barw Łokomotywu Winnica. W 1977 został piłkarzem Awanhard Równe, w którym zakończył karierę piłkarską w roku 1978. Potem jeszcze grał w zespołach amatorskich, m.in. w Enerhija Nowa Kachowka i Schid Kijów.

## Kariera trenerska
Po zakończeniu kariery piłkarskiej rozpoczął pracę szkoleniową. W 1995 roku został mianowany na selekcjonera reprezentacji juniorskiej Ukrainy do lat 16. Po wygraniu rundy kwalifikacyjnej, drużyna awansowała do finałów Mistrzostw Europy w 1996, ale w turnieju grupowym ukraińska drużyna zajęła tylko trzecie miejsce i pożegnała się z turniejem. Następnie przez kilka lat pracował jako wiodący ekspert w zespołach juniorskich w Ukraińskiej Federacji Piłkarskiej. Również otrzymał propozycję pracy jako skaut Szachtara Donieck. W 2000 ponownie prowadził drużynę juniorskiej Ukrainy do lat 16, ale zespół nie wygrał eliminacje do Mistrzostw Europy. Ponadto w 2001 roku kierował drużyną narodową Ukrainy do lat 18, z którą zajął trzecie miejsce w grupie na turnieju finałowym Mistrzostw Europy. W 2002 roku ponownie stanął na czele reprezentacji Ukrainy do lat 16, ale zespół przegrał eliminacje, zajmując ostatnie miejsce w grupie kwalifikacyjnej, co doprowadziło do zwolnienia trenera.

## Sukcesy i odznaczenia

### Sukcesy trenerskie
- 3.miejsce w grupie Mistrzostw Europy U-16: 1996
- 3.miejsce w grupie Mistrzostw Europy U-18: 2001